# Гемологія
Гемологія, Ґемологія (англ. Gemmology, нім. Gemmologie, Edelsteinkunde) — наука про дорогоцінні камені, сукупність даних про коштовне і виробне каміння, головним чином фіз. властивості, особливості хімічного складу, декоративно-художні переваги мінералів і мінеральних агрегатів, що використовуються в ювелірному і каменерізному виробництві. Ґ. тісно пов'язана з мінералогією, кристалофізикою і з геологією корисних копалин Ґ. зародилася в ранній період існування мінералогії.
Перші роботи присвячені дорогоцінному камінню, його особливим властивостям і способам, як відрізнити від підробок (праці Плінія Старшого та в сер. віки — Біруні).
В Україні, імовірно, першою працею з Ґ. є трактат Ф. Прокоповича «Про камені й ґеми» (1705—1709 рр.), де описано ряд дорогоцінних, напівдорогоцінних каменів, виробного каміння, зокрема сапфір, гіацинт, сардій, ґранат, смарагд, адамант, карбункул, рубін, аметист, опал, топаз, берил, кришталь, яшму.
У сучасному вигляді Ґ. сформувалася до початку XX  ст., після появи точних методів дослідження мінеральної речовини (поляризаційної оптики, рентгеноструктурного аналізу, спектрометрії та ін.).